# Shymkent Womens 2012
Lo Shymkent Womens 2012 è stato un torneo di tennis facente parte della categoria ITF Women's Circuit nell'ambito dell'ITF Women's Circuit 2012. Il torneo si è giocato a Şımkent in Kazakistan dal 17 al 23 settembre 2012 su campi in cemento e aveva un montepremi di $25,000.

## Vincitori

### Singolare
Kateryna Kozlova ha battuto in finale  Anna Danilina con il punteggio di 6–3, 4–6, 6–4

### Doppio
Valentina Ivachnenko /  Kateryna Kozlova hanno battuto in finale  Nigina Abduraimova /  Ksenia Palkina con il punteggio di 6–2, 6–4